# مع الله في السماء
مع الله في السماء كتاب في الثقافة العلمية للكاتب المصري أحمد زكي في العام 1945 م ويضم خمسة عشر فصلاً. ركز فيه على موضوعات تتعلق بعلوم الكون والفضاء والفلك، والبعض الآخر يعتبره كتاب إيمان أكثر منه كتاب علمي؛ لابتداء الكتاب بالحديث عن عبادة الله والايمان به دون أن نراه، فرق أحمد زكي بين عبادة العالم وعبادة الجاهل في الباب الثاني للكتاب.

## أبواب الكتاب
- الباب الأول: ماهدف الحياة ولماذا نحن هنا؟
- الباب الثاني: عبادة الله بغير علم كعبادة الأصنام
- الباب الثالث :ما السماء؟
- الباب الرابع: الأرض كرة تدور
- الباب الخامس: الشمس وأسرتها: الكواكب السيارة
- الباب السادس: قوانين الحركة وقانون الجاذبية
- الباب السابع: الأرض كرة تدور على نفسها، تفرطح قطباها.ما أسباب هذا وما نتائجه؟
- الباب الثامن: الأرض .. ساعة الكون العظمى
- الباب التاسع: جوف الأرض من نار بلا نور
- الباب العاشر: جو الأرض بحر من هواء نعيش في أعماقه
- الباب الحادي عشر: الكواكب السيارة
- الباب الثاني عشر: الشمس التي عبدها الناس
- الباب الثالث عشر: المذنبات والشهب
- الباب الرابع عشر: نجوم السماء
- الباب الخامس عشر: دنيانا سكة التبانة